# 829 Academia
829 Academia è un asteroide della fascia principale del diametro medio di circa 43,76 km. Scoperto nel 1916, presenta un'orbita caratterizzata da un semiasse maggiore pari a 2,5802752 UA e da un'eccentricità di 0,0985823, inclinata di 8,28502° rispetto all'eclittica.
Questo asteroide è stato così nominato in occasione del 200º anniversario della fondazione dell'Accademia russa delle scienze.